# Palác Tau
Palác Tau (francouzsky: Palais du Tau) byl palác ve francouzském Remeši, sídlo arcibiskupa remešského. Palác byl vystavěn na přelomu 15. a 16. století. V 17. století byl pak zrekonstruován a z části přestavěn architekty Mansartem a Robertem de Cotte; původní zůstala kaple ze 13. století ve velké hale. Od roku 1972 je přístupný veřejnosti a využíván muzeem katedrály.
Pro svou historickou hodnotu byl Palác Tau společně s remeškou katedrálou a opatstvím v Remeši zapsán na Seznam světového dědictví UNESCO.